# De Olympiske Lege 1920
|  | Denne artikel er oprettet af botten Steenthbot ud fra en ekstern database. Den kan derfor have sproglige fejl eller mangler. Denne skabelon kan fjernes efter kontrol af indholdet. |

De Olympiske Lege 1920 er en dansk dokumentarisk optagelse fra 1920 med brudstykker fra De Olympiske Lege samme år.

## Handling
Optagelser fra De Olympiske Lege i Antwerpen 1920. Bl.a. ses højdespring, indmarchen, sprint- og distanceløb på bane, spydkast og åbningsceremoni.